# Bomarea ovallei
Bomarea ovallei là một loài thực vật có hoa trong họ Alstroemeriaceae. Loài này được (Phil.) Ravenna mô tả khoa học đầu tiên năm 2000.